# 立新镇
立新镇，是中华人民共和国四川省绵阳市三台县下辖的一个乡镇级行政单位。

## 行政区划
立新镇下辖以下地区：
社区、新民村、干柏树村、万家村、白灵山村、红星坝村、石垭村、鹤湾村、新埝村、春光村、新景村、高棚村、凉泉村、灯台村、碾子湾村、香林村、石梯村、团辉村、李家祠村、车坝村、三房村、三道埝村、高屋基村和打虎村。